# 沙旺索
沙旺索（法語：Charvensod，法語發音：[ʃaʁvɑ̃so]）是意大利瓦莱达奥斯塔大区的一个市镇。总面积25平方公里，人口2475人，人口密度99.0人/平方公里（2009年）。ISTAT代码为007019。